# Lella Lombardi
Pour les articles homonymes, voir Lombardi.
Maria Grazia Lombardi, dite Lella Lombardi, née le 26 mars 1941 à Frugarolo en Italie et morte le 3 mars 1992 à Milan, est une pilote automobile italienne. Grâce à sa sixième place lors du Grand Prix d'Espagne 1975, elle est devenue la seule femme à être classée au championnat du monde de Formule 1 (21e avec 0,5 point).
En 1975, elle participe également aux 24 Heures du Mans et aux 1 000 kilomètres de Monza (1res en catégorie 2L.) avec la Française Marie-Claude Charmasson (sur Alpine A441), revenant au Mans en 1976 (avec Christine Dacremont, 20e), 1977 (voir ci-dessous) et 1980 (avec le fils de Margaret Thatcher, Mark).

## Biographie
Lella Lombardi est la seule femme à avoir terminé un Grand Prix de Formule 1 dans les points, en Espagne lors du championnats du monde 1975 (où elle se classe 6e, sur une March). Néanmoins, ce Grand Prix ayant été interrompu avant les deux tiers de la distance totale de la course, Lella n'inscrit qu'un demi-point (la moitié du montant normal (en)). De ce fait, elle détient le record du plus petit nombre de points inscrit durant une carrière (0,5). Avec 12 départs, elle est également la femme ayant participé au plus grand nombre de Grands Prix,.
Si d'autres femmes ont, depuis, été inscrites au championnat du monde de Formule 1 (Divina Galica, Desiré Wilson et Giovanna Amati), Lella Lombardi reste, à ce jour, la dernière femme à s'être qualifiée pour une course.
Elle termine 11e des 24 Heures du Mans en 1977 avec la Belge Christine Beckers, sur Inaltéra GR 6, ce qui constitue à ce jour le deuxième meilleur résultat final d'une équipe féminine.
Atteinte d'un cancer, Lella Lombardi est décédée le 3 mars 1992.

## Résultats en championnat du monde de Formule 1
| Saison | Écurie                                                     | Châssis                  | Moteur          | Pneus    | GP disputés | Points inscrits | Classement |
| ------ | ---------------------------------------------------------- | ------------------------ | --------------- | -------- | ----------- | --------------- | ---------- |
| 1974   | Allied Polymer Group                                       | Brabham BT42             | Cosworth DFV V8 | Goodyear | 0           | 0               | Nc         |
| 1975   | Frank Williams Racing Cars March Engineering Lavazza March | FW04 March 741 March 751 | Cosworth DFV V8 | Goodyear | 10          | 0,5             | 21e        |
| 1976   | Lavazza March RAM Racing                                   | March 761 Brabham BT44B  | Cosworth DFV V8 | Goodyear | 2           | 0               | Nc         |

## Principales victoires
- 6 Heures de Pergusa (XIXe Coppa Florio) en 1979 (avec Enrico Grimaldi)
- 6 Heures de Vallelunga en 1979 (avec Giorgio Francia)
- 6 Heures de Mugello en 1981 (avec Giorgio Francia)

### Podiums notables
- Championnat Interserie: 2e à Wunstorf et Ulm en 1979, 3e à Casale en 1974
- 2e des 1 000 kilomètres de Monza en 1981
- 2e des 6 Heures de Pergusa en 1981
- 3e des 500 kilomètres de Donington en 1981
- 3e des 250 kilomètres d'Imola en 1977